# Det sasanidiska arkeologiska landskapet i Fars
Det sasanidiska arkeologiska landskapet i Fars (persiska: چشم‌انداز باستان‌شناسی ساسانی منطقه فارس) består av åtta arkeologiska platser som ligger i de historiska regionerna Firuzabad, Bishapur och Sarvestan. Det registrerades på UNESCO:s Världsarvslista år 2018. Dessa åtta arkeologiska platser är Qal'eh Dokhtar, Ardashirs investiturrelief, Ardashirs segerrelief, Ardashir Khurreh, Ardashirs palats, staden Bishapur, Shapurs grotta och Sarvestans palats.

## Platserna
| Site                       | Image | Location                                                |
| -------------------------- | ----- | ------------------------------------------------------- |
| Qal'eh Dokhtar             |       | Firuzabad 28°55′15″N 52°31′48″Ö / 28.92083°N 52.53000°Ö |
| Ardashirs investiturrelief |       | Firuzabad 28°55′00″N 52°32′15″Ö / 28.91667°N 52.53750°Ö |
| Ardashirs segerrelief      |       | Firuzabad 28°54′36″N 52°32′27″Ö / 28.91000°N 52.54083°Ö |
| Ardashir Khurreh           |       | Firuzabad 28°51′08″N 52°31′57″Ö / 28.85222°N 52.53250°Ö |
| Ardashirs palats           |       | Firuzabad 28°53′53″N 52°32′21″Ö / 28.89806°N 52.53917°Ö |
| Bishapur                   |       | Bishapur 29°46′39″N 51°34′14″Ö / 29.77750°N 51.57056°Ö  |
| Shapurs grotta             |       | Bishapur 29°48′25″N 51°36′47″Ö / 29.80694°N 51.61306°Ö  |
| Sarvestans palats          |       | Sarvestan 29°11′44″N 53°13′52″Ö / 29.19556°N 53.23111°Ö |